# Sainte-Radegonde (Gironda)
 Sainte-Radegonde  (en occitano Senta Radegonda) es una población y comuna francesa, situada en la región de Aquitania, departamento de Gironda, en el distrito de Libourne y cantón de Pujols.

## Demografía
| 496 | 452 | 354 | 364 | 426 | 438 |
| Para los censos de 1962 a 1999 la población legal corresponde a la población sin duplicidades (Fuente: INSEE [Consultar]) |     |     |     |     |     |